# Trinity (fleuve)
Pour les articles homonymes, voir Trinity.
La Trinity est un fleuve du Texas qui se jette dans le golfe du Mexique après un parcours de 1 140 km. Il prend sa source dans l’extrême nord du Texas, à quelques kilomètres au sud de la rivière Rouge.

## Étymologie
Elle doit son  nom à l'explorateur espagnol Alonso De León qui baptisa ce cours d'eau « La Santísima Trinidad » (la Très Sainte Trinité), lorsqu'il le découvrit en 1690.

## Géographie
Formée par quatre bras d'origine, elle traverse en diagonale le Texas, passe par Dallas et rejoint le Golfe du Mexique, à l'est de Houston. 